# Omphale marginalis
Omphale marginalis är en stekelart som beskrevs av Christer Hansson 1996. Omphale marginalis ingår i släktet Omphale och familjen finglanssteklar. Inga underarter finns listade i Catalogue of Life.